# زاوالا، موزامبیک
زاوالا (به لاتین: Zavala) یک شهر در موزامبیک است که در Zavala District واقع شده‌است.